# 食品廃材
食品廃材（しょくひんはいざい、Food waste）とは、食品加工の過程で発生する不可食部のことである。食品廃材には、畜産・水産業における皮革・内臓・骨格などの動物性廃材、穀物を脱穀した際に残る籾殻・稲などの藁・トウモロコシの芯などの植物性廃材がある。食肉生産の過程で発生する食品廃材は畜産副産物と呼ばれる。

## 概要
食品廃材は、古くから家畜の飼料や肥料、二次的な生産物の材料として広く利用されてきたが、食糧生産が工業化され大規模になるにつれ、現代ではより大量の食品廃材が発生することになった。
食品が素材のまま消費者の手に渡っていた時代から、消費者が消費しやすい形に加工した商品として流通するようになるにつれ、生産地においては大量の食品廃材が生まれることになる。
これらの食品廃材はそのまま廃棄すれば環境破壊に繋がり、公衆衛生の維持の面でも問題が生じるが、消費の方は様々な理由により滞りがちとなっている。

## 利用

### 動物性食品廃材
動物性食品廃材とは、主に家畜を解体する際に、食肉を取り除いたあとに出る、皮革・内臓・骨格などの畜産副産物であるが、これらは様々な工程を経て、色々な分野で利用されている。日本では、食用に適さない部分は化製場で加工される。

#### 皮革
皮革は加工されて色々な工業製品・工芸品となる。また、様々な工程を経て食品として利用する地域もある。インドネシアなどでは、乾燥させた牛の皮を水で戻して油で揚げたチップスが販売されている。また、化粧品・医薬品の原料となるコラーゲンや、グミ・ゼリーの原料となるゼラチンも、これら家畜の皮革および食品としての価値が低い筋や骨などから抽出される。

#### 内臓
肝臓や心臓などの内臓の一部は、レバーやハツなどの食品としてそのまま、または加工されて出荷されている。もつ料理、ソーセージなど。屑肉も食品・非食品の両方の用途で加工され利用される。

#### 骨格・殻
骨格はスープの出汁を取るために煮込まれたり、内臓と共に粉砕・高温の蒸気で加熱処理されて肉骨粉として家畜飼料や肥料に用いられたりする。
カニの殻から抽出されたキチンキトサンが健康食品原料や医療方面で利用が進んでいる。また、ホタテやカキの貝殻からチョークが作られるほか、土壌改良材などを作る研究開発も進められている。このほか、カルシウム摂取用のサプリメントなども作られている。

##### 焼却灰
近年では、焼却灰を建材に利用するなどもしている。最近ではこれらに加え、焼却後の灰分から燐灰石（アパタイト）等の工業原料が生産され、医療・工業・建築の多方面に渡る利用が進んでいる。

### 植物性食品廃材
植物性食品廃材は、植物から可食部となる実等を取った残りである一次的食品廃材と、可食部を加工した際に残る二次的食品廃材がある。古くから一次的食品廃材は乾燥ののちに燃料として利用したり、発酵させて肥料として利用されたりしてきた。

#### コメ
日本では、米の生産において発生する藁を草鞋・蓑・縄・俵・筵といった様々な工芸品に利用してきた。
さらに二次食品廃材を挙げると、精米の際に出る糠は糠漬けを作るのに利用されたり、洗髪用や掃除用などの洗剤として利用されており、酒造の際にさらに精米して出た米粉を煎餅やあられの原料として使用している。さらに酒造においては発酵後に残る酒粕を料理の調味料に用いたり、湯で溶き生姜を少量加えて甘酒として飲用するといった具合で、可能な限り利用しようとする工夫がある。

#### トウモロコシ
日本国外の例を挙げれば、トウモロコシの芯は乾燥されて様々な工芸品の材料となる。トウモロコシの芯で作ったコーンパイプは、ポパイやダグラス・マッカーサーなどの愛用者のトレードマークとなっている。

#### バイオマスエタノール
近年では、砂糖製造の際に残る廃糖蜜を発酵させ、バイオマスエタノールといわれるアルコール類を製造するのに利用している。これによって得られたアルコールが、アルコール内燃機関や燃料電池の燃料として利用できることから、未来のエネルギー源としても期待が寄せられている。なお、最近では廃糖蜜のみならず、植物に豊富に含まれるセルロースを分解して糖を抽出、さらにその糖を発酵させてアルコール生産する研究も進められている。

#### 紙としての再利用
他にも、植物繊維を豊富に含むものについては紙の原料として利用されることがある。藁、バナナ、サトウキビの搾りかす（バガス）などを用いた紙が作られている。

## 安全性
牛海綿状脳症 (BSE) が社会問題化したことにより、牛以外の家畜から作られた肉骨粉（ポークミール・チキンミール）が、飼料としての利用において危険視され、大量に余ってしまうなどしている。
またBSEとは別に、古くから屑肉を含む残飯や食品廃材を飼料に利用していた養豚業では、豚肉に寄生する旋毛虫が、飼料として与えられた豚に感染し、より多量の寄生虫感染豚を増やしてしまう問題が指摘されている。なお、旋毛虫は狂牛病問題の原因である病原性プリオンとは違い、加熱調理でよく火を通せば食用には問題無いが、加熱が不十分な豚肉を食べた人間にも感染することもある。重篤な感染では死亡することもあるので注意が必要である。
近年アメリカ合衆国では「ピンクスライム」とよばれる屑肉加工品が食の安全から問題視されている。
2012年には中国中央電視台が、中国青海省・吉林省・四川省・河南省の製薬会社で廃棄された革製品からゼラチンを出し、薬用カプセルとして加工されており、当局の調査で重金属クロムが検出されたと報道した。中国では工業用ゼラチンの食用利用は禁止されている。日本では厚生労働省医薬食品局が中国政府の発表にもとづき、これらの製薬会社のカプセルを使用しないように各自治体に通達した。中国産食品の安全性の項も参照。